# Chrysso diplosticha
Chrysso diplosticha là một loài nhện trong họ Theridiidae.
Loài này thuộc chi Chrysso. Chrysso diplosticha được Ralph Vary Chamberlin & Wilton Ivie miêu tả năm 1936.